# Luis Lilio
Luis Lilio (circa 1510 – 1576), también conocido como Luigi Lilio, Luigi Giglio o Aloysius Lilius, fue un médico, filósofo, astrónomo y cronologista italiano.  Fue uno de los autores de la propuesta que (luego de modificaciones) formó la base del calendario gregoriano adoptado en 1582 basado en los informes de la Universidad de Salamanca.
El cráter lunar Lilius fue nombrado así en su honor. En ciencias de la computación la fecha liliana es el número de días transcurridos desde la adopción del calendario gregoriano el 15 de octubre de 1582.  

## Vida y obra
Muy poco se sabe sobre su juventud. Se cree que nació en Calabria o en Cirò. Estudió medicina y astronomía en Nápoles y terminados sus estudios, entró al servicio del conde Carafa.  Lilio se estableció en Verona y falleció en 1576.  No presentó personalmente su propuesta de reforma del calendario, aunque en ese tiempo, Lilio aún vivía.
Se le conoce como "primer autor" del calendario gregoriano, pues sus propuestas (luego de modificaciones) forman la base de la reforma del calendario juliano.  Su hermano Antonio fue quien presentó sus manuscritos al papa Gregorio XIII, quien las remitió a la Comisión para la reforma del calendario en 1575. En un sumario titulado Compendium novæ rationis restituendis kalendarium (Compendio de un nuevo plan para la restitución del calendario), impreso en 1577, circuló como documento de consulta en el mundo católico a principios de 1578. No es seguro que el manuscrito original de Lilio sobreviviese, el Compendium impreso es la única fuente conocida de sus ideas.
El proceso de consultas y deliberaciones significó que las reformas al calendario no ocurrieran hasta 1582, seis años después de la muerte en 1576 de Luis Lilio. Para esa fecha muchas de las propuestas de Lilio, habían sido modificadas en algunos detalles por la comisión de reforma. Uno de sus miembros más influyentes el jesuita Cristóbal Clavio,  fue quien se encargó luego de defender y explicar los cambios, reconociendo el trabajo de Lilio, especialmente la útil propuesta de reforma del ciclo lunar: "Debemos mucha gratitud y elogio a Luis Giglio, quien ideó un ingenioso ciclo de epactas, que insertadas en el calendario, siempre muestran la luna nueva y así pueden adaptarse a cualquier duración del año, si en los momentos precisos se aplican las correcciones correspondientes". La bula Inter gravissimas del 24 de febrero de 1582, ordena al clero católico a adoptar el nuevo calendario, exhortando a los monarcas católicos a hacer lo mismo.
En el año 2010 se celebró el 500 aniversario del nacimiento de Lilio, se organizaron varias actividades (especialmente por astrónomos italianos) a fin de reconocer su gran obra.

## Eponimia
- El cráter lunar Lilius lleva este nombre en su memoria.[1]
- El asteroide (2346) Lilio también conmemora su nombre.